# Michael E. Howell
Michael Edward Howell (* 1933) ist ein britischer Diplomat.

## Leben
Howell war von 1981 bis 1983 Generalkonsul des Vereinigten Königreichs in Berlin. Von 1983 bis 1986 war er Generalkonsul in Frankfurt am Main. 
Dann war er von 1986 bis 1989 Hochkommissar in Papua-Neuguinea und von 1989 bis 1993 in Mauritius.
Ausgezeichnet wurde er mit der Ernennung zum Officer des Order of the British Empire.